# 卡巴拉索
卡巴拉索（法語：Kabarasso），是馬里的城鎮，位於該國西南部，由錫卡索區的錫卡索省負責管轄，面積255平方公里，海拔高度371米，2009年人口6,687，人口密度每平方公里26人。